# Presidente da Câmara dos Representantes da Nigéria
O Orador da Câmara dos Representantes é o presidente da Câmara Federal dos Representantes da Nigéria. Femi Gbajabiamila foi eleito em 1 de novembro de 2007.

## História
De 1959 a 1960, Jaja Wachuku foi o primeiro indígena orador da Câmara dos Representantes. Wachuku foi substituído por Sir Frederick Metcalfe da Grã-Bretanha. Como primeiro orador da Casa, Wachuku recebeu o Instrumento de Independência da Nigéria, também conhecida como Carta da Liberdade, em 1 de Outubro 1960, da Princesa Alexandra de Kent (Alexandra foi representante da Rainha Elizabeth II do Reino Unido, nas cerimônias da Independência da Nigéria).

## Seleção e sucessão da presidência
O orador é escolhido em uma eleição indireta conduzida no âmbito da Câmara dos Representantes. O orador é o terceiro na linha de sucessão da Presidência da Nigéria, após o Presidente do Senado e Vice-presidente.

## Lista de oradores
| Orador                | Período       | Partido |
| --------------------- | ------------- | ------- |
| Jaja Wachuku          | 1959 – 1960   | NCNC    |
| Edwin Ume-Ezeoke      | 1979 – 1983   | NPN     |
| Salisu Buhari         | 1999 – 2000   | PDP     |
| Ghali Na'Abba         | 2000 – 2003   | PDP     |
| Aminu Bello Masari    | 2003 – 2007   | PDP     |
| Patricia Etteh        | 2007 – 2007   | PDP     |
| Dimeji Bankole        | 2007 – 2011   | PDP     |
| Aminu Waziri Tambuwal | 2011–2015     | PDP/APC |
| Yakubu Dogara         | 2015–2019     | APC/PDP |
| Femi Gbajabiamila     | 2019–presente | APC     |